# توبه‌کار (فیلم ۱۳۵۶)
توبه‌کار، فیلمی محصول سال ۱۹۷۷ به کارگردانی ارتم گورچ است. در این فیلم بازیگرانی همچون پوری بنایی، قادر اینانیر و تورگای اوزاتای به ایفای نقش پرداخته اند.

## داستان
مردی می خواهد پس از آزادی از زندان زندگی آرامی داشته باشد. اما گذشته اش او را تنها نمی گذارد. پسر کوچکش مصمم است پدرش را نجات دهد.....